# Tiffin (Iowa)
Tiffin è un comune degli Stati Uniti d'America, situato nello Stato dell'Iowa, nella contea di Johnson.